# Pradźńa
Pradźńa – sanskrycki termin z filozofii indyjskiej, używany również w pismach doktrynalnych religii dharmicznych, odnoszący się do poznania prawdy
(odwiecznej mądrości  dającej wyzwolenie).

## W filozofii indyjskiej

### Wczesne upaniszady
Stanowi równoważnik pojęcia ćit (myśl) we wczesnych upaniszadach, gdzie występuje też w złożeniach jako pradźńa ananda i pradźńa ana lub w:
- Upaniszadzie Aitreja – świadomość,
- Upaniszadzie Kauszitaki – nadrzędnie istniejący i poznający podmiot pradźńa atman,
- Upaniszadzie Bryhadaranjaka – atman jako czysta świadomość-poznanie.

### Jogasutry
Termin pradźńa pojawia się we wszystkich czterech księgach Jogasutr Patańdźalego. Najistotniejsze występujące z nim złożenia dotyczą kolejnych odmian samadhi (jogicznych stanów medytacyjnych):
- pradźńa loka – intuicyjny wgląd poznania prawdy
- pradźńa dźjotis – mający światło poznania prawdy
- rytambara pradźńa – poznanie pełne prawdy
- samadhi pradźńa – poznanie prawdy w stanie skupienia
- sam pradźńa ta samadhi – stan jogi z uświadomieniem
- asam pradźńa ta samadhi – stan jogi bez uświadomienia.

Dla Patańdźalego pradźńa jest czynnikiem bezpośrednio powodującym wyzwolenie u jogina.
Źródłem pradźni jest wiwekakhjati (poznanie rozróżniające).

### Wedanta
- sthita pradźńa – umocniony w mądrości

### Naucznie Gaudapady
W komentarzu do Upaniszady Mundaka wedantysta Gaudapada terminem pradźńa określa stan snu bez marzeń sennych (taidźasa, lokottara), gdy umysł pozbawiony jest doznań a pozostaje tylko pradźńana-ghana (masa świadomości). Następnym wyższym jakościowo stanem jest turija, gdzie możliwe staje się poznanie atmana.

### Nauczanie Ramakrishny
Podobnie do Gaudapady naucza Ramakryszna Paramahansa, który pradźńę ujmuje jako trzeci stan korespondujący do poziomu świadomości karanaśarira (ciała przyczynowego).
Na skutek kontaktu duszy z Absolutem (Brahmanem) doświadczany jest tu stan anandy (błogości).

## W filozofii buddyjskiej
W filozofii buddyjskiej jest to mądrość powstająca z doświadczenia wglądu i zrozumienia i stanowi jedną z sześciu buddyjskich paramit. Można ją także określić jako zdolność do bezbłędnego rozumienia życia oraz do odróżniania prawdy od fałszu. Jest to najsubtelniejsza i najjaśniejsza mądrość różniąca się od zwykłej inteligencji, a osoby je osiągające zwane są buddami. 